# Pâncota
Pâncota est une ville du județ d'Arad, en Roumanie.

## Démographie
D'après le recensement de 2011, la commune compte 6 946 habitants, en baisse par rapport au recensement de 2002 où elle en comptait 7 186.
Lors de ce recensement de 2011, 74,2 % de la population se déclare roumains, 10,5 % roms, 6,53 % hongrois et 2,1 % comme allemands.

## Politique
| Parti | Parti                        | Sièges |
| ----- | ---------------------------- | ------ |
|       | Parti social-démocrate (PSD) | 11     |
|       | Parti national libéral (PNL) | 4      |

## Jumelage
- Nagybánhegyes (Hongrie)